# 新加坡土生文化馆
新加坡土生文化馆（英語：Peranakan Museum）是一座位于新加坡的博物馆，主要展现峇峇娘惹历史文化，每年游客有11.2万。

## 历史
博物馆是亚洲文明博物馆的分馆，馆址原来是旧道南学校，位于新加坡中区亚美尼亚街，2008年4月25日正式对外开放。博物馆有三层共十个展厅。

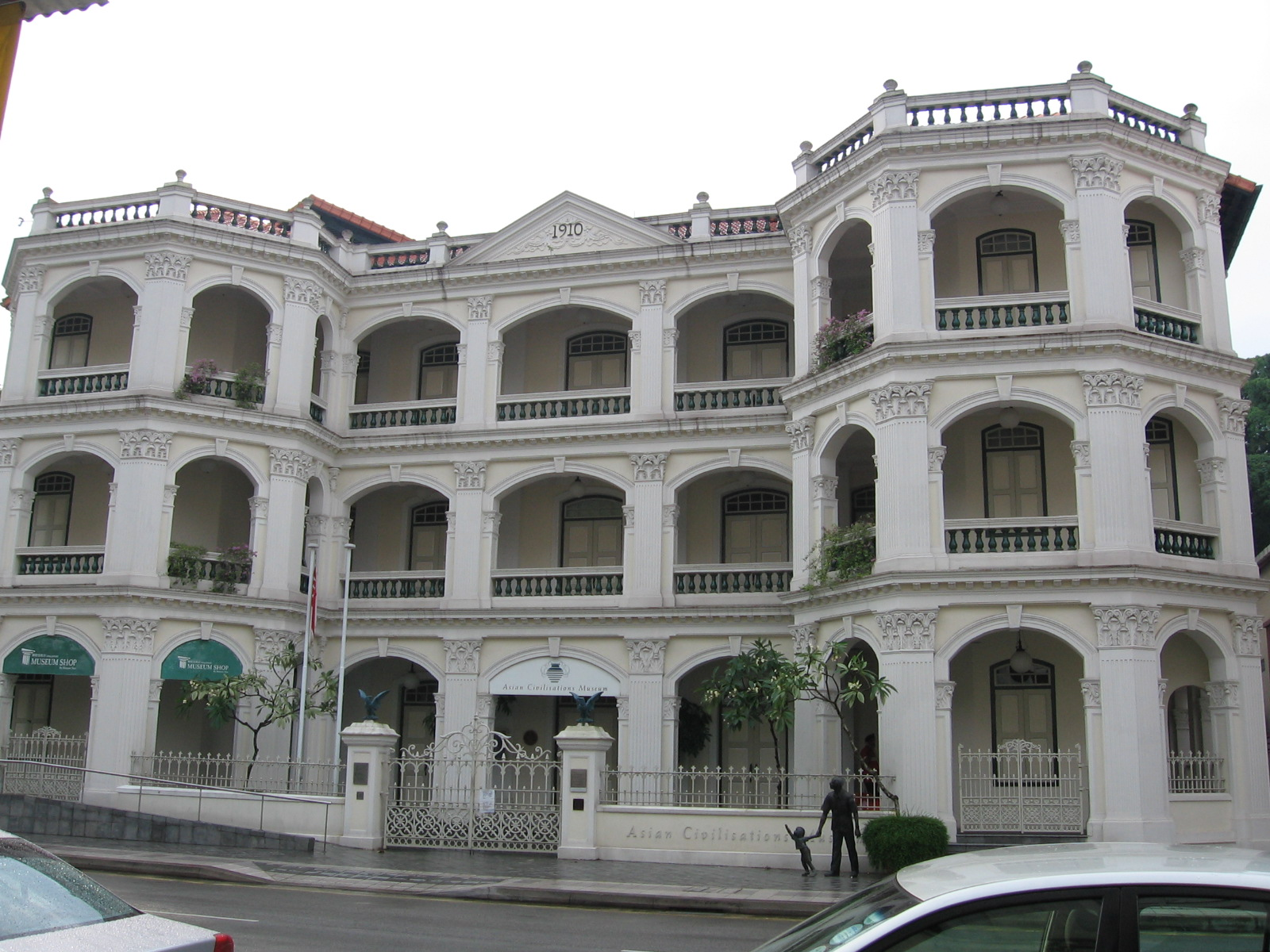
博物馆